# سالبند
سالبند هي قرية في مقاطعة ماكو، إيران. عدد سكان هذه القرية هو 142 في سنة 2006.